# Tribus polonaises

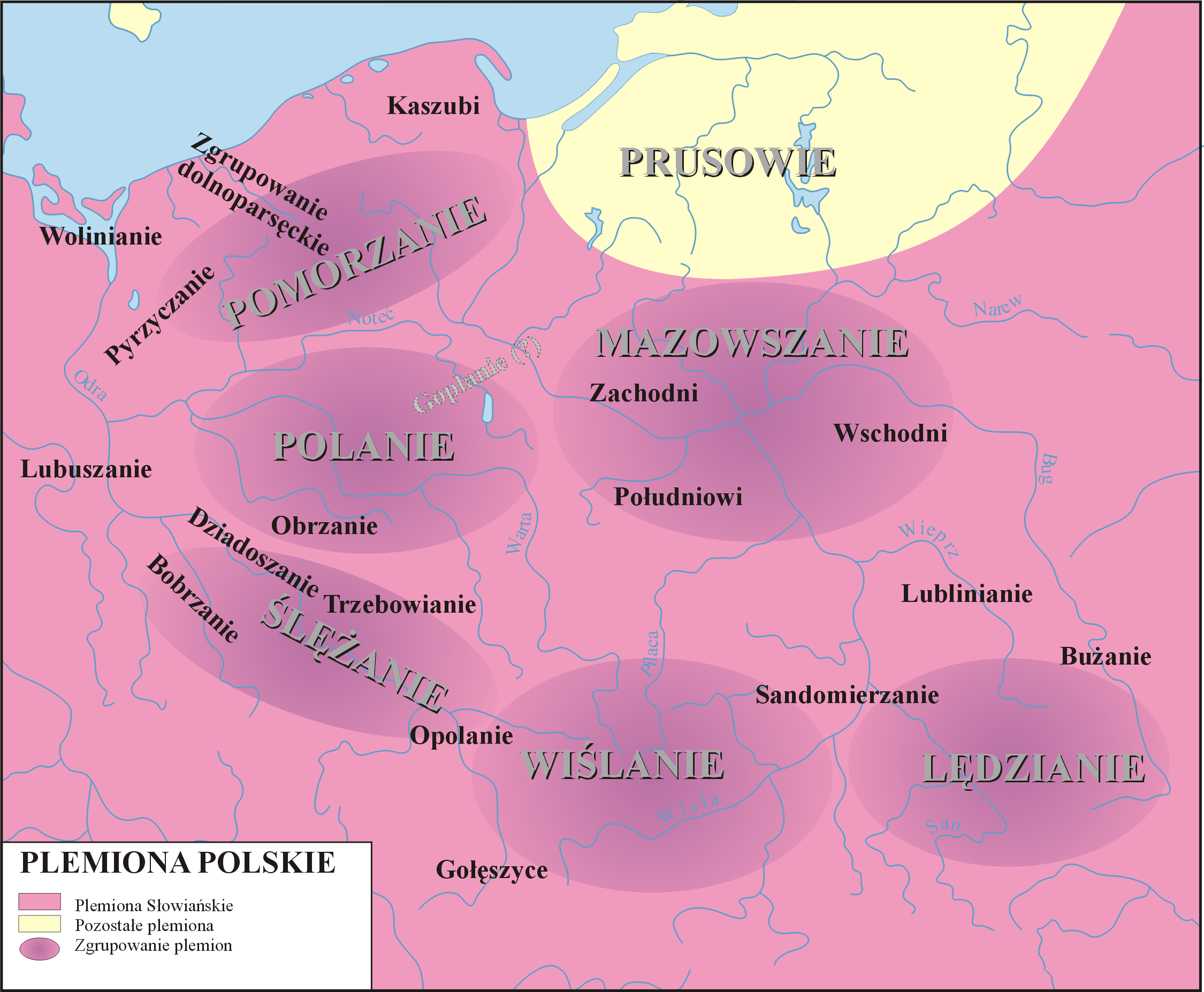
Carte montrant l'emplacement approximatif des tribus polonaises.

Le terme de « Tribus polonaises » est parfois utilisé pour décrire les tribus léchitiques (slaves occidentales) qui vivaient à partir du milieu du VIe siècle dans les territoires qui deviendront ensuite polonais sous la dynastie Piast, à la fin du Xe siècle.
Vers 850 après J.-C., une liste de peuples a été rédigée par le « géographe bavarois ». Sont absents de la liste les Polonais, les Poméraniens et les Mazoviens parlant le léchitique, qui sont se font connaître que plus tard et dont Nestor le Chroniqueur parle dans sa Chronique primaire (XIe siècle).
Les tribus les plus importantes conquises par les Polonais étaient les Masoviens, les Vislanes, les Silésiens et Poméraniens. Ces cinq tribus « partageaient une culture et une langue fondamentalement communes et étaient considérablement plus étroitement liées les unes aux autres que les tribus germaniques ».

## Ethnonyme
Le nom « Pologne » vient de la plus puissante de ces tribus : les Polanes. Leur nom, à son tour, dérive du mot pole — champ, et se traduit par « Hommes des champs ». Il était également utilisé pour les Polianes, une tribu slave orientale peut-être sans lien de parenté qui vivait dans la région du Dniepr.

## Religion
Les tribus polonaises étaient des païens polythéistes et vénéraient un panthéon de nombreuses divinités, chacune représentant un aspect différent mais tout aussi important de la vie des premiers Slaves, comme Péroun, dieu de la foudre. On sait peu de choses de leur religion, mais les preuves archéologiques limitées ainsi que les vestiges de croyances païennes qui ont survécu dans le folklore des pays slaves montrent de nombreuses similitudes entre la foi des tribus polonaises et celle d'autres sociétés slaves du haut Moyen Âge, ce qui conduit les historiens à croire qu'une mythologie slave commune existe entre toutes les branches slaves.

## Organisation
Les tribus étaient organisées sur la base de groupes de parenté. Le territoire d'une tribu était divisé en opoles (en), qui constituaient un groupe d'établissements voisins.
La plupart des membres d'une tribu particulière étaient des paysans, bien qu'un petit groupe d'aristocrates (nobiles ou potentiores) soit généralement présent.

## Tribus
Voici la liste des tribus polonaises qui habitaient les terres de Pologne au début du Moyen Âge, aux débuts de l'État polonais. Ils partageaient une culture et une langue fondamentalement communes et ensemble, ils ont formé ce qui est aujourd’hui l’ethnie polonaise et la culture de la Pologne. Ce processus est appelé consolidation ethnique : plusieurs communautés ethniques d'origine apparentée et de langues apparentées fusionnent en une seule.
Les tribus slaves suivantes sont considérées comme polonaises :
- Polanes
- Poméraniens
  - Pyritzanes (en)
  - Woliniens
- Goplanes
- Lendiens
- Masoviens
- Vislanes
- Slézanes
  - Bésunzanes (pl)
  - Bobranes (en)
  - Dadosésanes (en)
  - Golensizi
  - Loubouchanes (pl)
  - Opolanes (en)
  - Ślężanie
  - Trébovianes (pl)